# Abou El Hassan
Abou El Hassan è una città dell'Algeria, situato nella provincia di Chlef.